# Эспиноса, Паола
Паола Милагрос Эспиноса Санчес (исп. Paola Milagros Espinosa Sánchez; род. 31 июля 1986 года в Ла-Пасе, Мексика) — мексиканская прыгунья в воду, двукратный призёр Олимпийских игр в синхронных прыжках с вышки, чемпионка мира в прыжках с вышки 2009 года, восьмикратная чемпионка Панамериканских игр, пятикратная победительница летних Универсиад.
Была знаменосцем сборной Мексики на открытии летних Олимпийских игр 2008 года.

## Спортивная карьера
Универсальная спортсменка, одинаково успешно выступавшая в прыжках c трамплина и вышки, сольно и синхронно с напарницей.
Первый крупный успех к мексиканке пришёл на чемпионате мира-2003, когда в паре с соотечественницей Лаурой Санчес она завоевала бронзовую медаль в синхронных прыжках с трамплина. Через год, на Олимпийских играх, этот результат был закреплён — Эспиноса заняла пятые места в синхронных дисциплинах прыжков с трамплина и вышки. В сольных дисциплинах вышла в финальные соревнования. На постолимпийском чемпионате мира Эспиноса улучшила результаты, занимая четвёртое место на трамплине и шестое — на вышке.
Подготовительный к следующей Олимпиаде чемпионат мира прошёл не совсем удачно — Эспиноса выступала во всех финальных соревнованиях, но не заработала медалей, трижды завершив соревнования на седьмом месте (в том числе оба соревнования в синхронных прыжках). На Олимпиаде Эспиноса участвовала только в прыжках с вышки и заняла четвёртое место в сольной программе. Вместе с Татьяной Ортис выиграла бронзовую медаль в синхронной программе. На постолимпийском мировом первенстве в Риме Эспиноса завоевала золотую медаль в сольных соревнованиях на трамплине. Дважды занимала седьмые места на синхронных соревнованиях и не прошла полуфинальный отбор в соревнованиях на трёхметровом трамплине. Снижение баллов последовало за то, что спортсменка при стабильно высокой скорости выполнения прыжков не всегда соблюдала правильную технику и недостаточно плотно группировалась при сальтовых оборотах. На последнем прыжке с трамплина мексиканка слегка согнула в коленях ноги во время входа в воду и не оттянула носки, что заметно повлияло на оценку судей.
На чемпионате мира 2011 года завоевала «бронзу» в сольных прыжках с вышки.